# トマス・マートン
トマス・マートン（Thomas Merton、1915年1月31日 - 1968年12月10日）は、アメリカ合衆国のカトリック教会厳律シトー会（トラピスト）の修道司祭、作家。修道名は「ルイス」。

## 生涯
トマスはニュージーランド人オーウェン・マートンとアメリカ人ルースの長男としてフランスのスペイン国境付近の町、プラードで生まれ、母方の祖父母のいるニューヨーク近郊のダグラストンに移り住む。その後、弟ジョン・ポールが生まれたが彼が6歳のころ、母ルースが死去。トマスは父と一緒に旅行し、それが彼に影響を与えることになる。その間、出生地のフランスの学校に入り教育を受け、後にイギリスに移住。ロンドンの英国国教会系の学校に通い、1929年、オーカムのパブリック・スクールに入学した。しかし父が脳腫瘍を患い、1931年1月に死去。トマスは父の友人であるトム・ベネットを後見人としてベネットの下で過ごすようになる。
オーカムの学校を卒業し、ケンブリッジ大学の奨学生試験に合格、大学に入学した。当初、外交官を目指したが自堕落的生活を送るようになる。トマスはケンブリッジ大学を退学、1935年1月、コロンビア大学に2年生として入学。在学中、カトリック教会の洗礼を受け、マーク・ヴァン・ドレインという教授に師事した。その教授との出会いが大学生活を充実させた。
トマスはコロンビア大学を卒業、同大学付属学校の非常勤教師を勤務、英語の授業を担当した。その間、中断しフランシスコ会への入会を希望したが拒否され、教師に戻った。
1941年12月10日、厳律シトー会のゲッセマニ修道院に入会、修道生活を送るため今まで執筆した文章を処分した。しかし修道院長は彼の才能を惜しみ、執筆活動をするように命じた。トマスは多くの著作を残し、特に1948年、彼の代表作である自叙伝『七重の山』を執筆し、驚異的なベストセラーとなった。1949年、司祭に叙階、1951年、アメリカ合衆国に帰化した。彼は他の修道者、修練者の指導に当たり、1956年、修練長に任命された。
1965年、隠遁生活に入り、1968年、観想修道会の国際会議に参加するためアジア各地を回り、同年12月10日、滞在先のタイ・バンコクで扇風機による感電で死去した。